# Alfheim
En la mitología nórdica, Alfheim (en nórdico antiguo: Álfheimr, “hogar de los elfos”) o Ljósálfheimr (“hogar de los elfos de la luz”) es uno de los nueve mundos contenidos en el Yggdrasil. En los textos ingleses equivale a Elphame, Elfland o Elfenland.

## Habitantes
Las sagas nórdicas identifican a dos tipos de elfos que habitan en Alfheim: los ljósálfar (elfos luminosos) y los svartálfar (elfos oscuros, que habitan en el interior de las montañas).
Los elfos luminosos tienen relación directa con los oscuros. Son parientes de sangre compartida, pero con diferentes objetivos. Por ejemplo, en la Edda prosaica (Gylfaginning, 17) se menciona al Álfheimr como hogar de los primeros, mientras en la Edda poética (Grímnismál, 5) este lugar es la residencia del dios Freyr y no está clara su relación con lo anterior.